# Mutkod, Jevargi
Mutkod là một làng thuộc tehsil Jevargi, huyện Gulbarga, bang Karnataka, Ấn Độ.